# 地球以外における地震
地震とは震動により地表が揺れることを表す。地震は地球以外の天体においても確認されており、本項目では地球以外における地震について述べる。

## 月
月における地震は、英語で Moonquake、日本語で月震と呼ばれる。アポロ計画の際に宇宙飛行士が発見した。震動は1時間続くこともあるが、次第に弱くなっていくため、地球よりは比較的弱い震動である。
月震の情報は1969年から1972年に運用されたアポロ12号が設置した地震計に基づく。アポロ12号、14号、15号、16号の際に地震計が作動し、1977年に地震の観測を終了した。
月震は主に深発月震、浅発月震、隕石衝突による月震、熱月震の4つに分類できる。深発地震、隕石衝突による月震、熱月震は比較的穏和だが、浅発地震はMbが5.5にも達する。1972年から1977年までの間に浅発地震は28回確認されている。

## 火星
火星における地震は、英語で Marsquake、日本語で火震と呼ばれる。最近の研究では火星のプレートの構造から100万年に1度しか起きないのではないかと言われている。火震が初めて検出されたのは2019年4月6日であり、NASAのインサイトのランダーが発見した。インサイトの目的の1つとして火震の観測もあった。

## 金星
金星における地震は、英語で Venusquake と呼ばれる。
金星の地震は地すべりが起こって生じていると思われている。地すべりが起こったと思われる画像が1990年11月にマゼランによって得られた。1991年6月23日には長さ24~38kmで、南緯2º、東経74ºの位置に存在することが分かった。なおその地域はアフロディーテ大陸であり、断層があることが分かっている。

## 太陽
太陽における震動は、英語で Sunquake、日本語で日震と呼ばれる。また、日震を研究する学問を日震学（Helioseismology）という。
日震により生じた地震波は光球から時速22000マイル（時速約35406km）でかけめぐり、一番速いものでは250000マイル（時速402336km）にもなる。
1996年7月9日、日震の地震波は太陽フレアのX2.6等級のものから発せられることが分かった。大きさはコロナ質量放出に相当する規模である。科学雑誌『ネイチャー』によるとリヒタースケールでは地球の地震のML11.3に及ぶと言われている。日震はサンフランシスコ地震の約4万倍ものエネルギーを放出し、伝わる距離は地球に類を見ない。約1兆トンのTNTや 原子爆弾の200万倍の大きさとも表現できる。現在、太陽フレアがなぜX線等級2.6程度でも莫大な地震波を生じるのかははっきり分かっていない。
ESAとNASAが開発したSOHOはミッションの際に日震を記録している。

## 恒星・中性子星
恒星や中性子星などにおける震動は、英語で Starquake、日本語で星震と呼ばれる。また、星震を研究する学問を星震学（Asteroseismology）という。
現在記録されている中で一番大きいのは2004年12月27日に起きたSGR 1806-20というマグネターの星震であり、マグニチュード32にも及ぶ星震が起きた。5万光年離れた地球でもガンマ線が1037kWも確認された。もし10光年以内の距離に地球があった場合、大量絶滅が起きていたと言われている。